# Гар (департман)
Гар (фр. Gard) департман је у југу Француској. Припада региону Лангдок-Русијон, а главни град департмана (префектура) је Ним(град). Департман Гар је означен редним бројем 30. Његова површина износи 5.853 км². По подацима из 2010. године у департману Гар је живело 709.700 становника, а густина насељености је износила 121 становника по км².
Овај департман је административно подељен на:
- 3 округа
- 46 кантона и
- 353 општина.

## Демографија
| 2011.   |
| ------- |
| 718.357 |